# Vershire (Vermont)
Vershire est une ville américaine située dans le Comté d'Orange, dans le Vermont. Selon le recensement de 2020, sa population est de 672 habitants.